# Uroczyska Puszczy Solskiej
Uroczyska Puszczy Solskiej (PLH060034) – specjalny obszar ochrony siedlisk obejmujący pięć enklaw na terenie Puszczy Solskiej o łącznej powierzchni 34 671,49 ha.
W obszarze występuje 17 typów siedlisk z załącznika I dyrektywy siedliskowej, wśród których można wymienić następujące:
- bory bagienne
- torfowiska wysokie i przejściowe
- wyżynny jodłowy bór mieszany
- żyzna buczyna karpacka
- grąd
- las łęgowy
- ziołorośla
- bór chrobotkowy
- łąki świeże
- zmiennowilgotne łąki trzęślicowe

Świat zwierzęcy reprezentuje m.in. 18 gatunków z załącznika II dyrektywy siedliskowej:
- wilk Canis lupus
- ryś Lynx lynx
- przeplatka aurinia Euphydrias aurinia
- czerwończyk nieparek Lycaena dispar
- trzepla zielona Ophiogomphus cecilia
- zalotka większa Leucorrhinia pectoralis
- minóg strumieniowy Lampetra planeri
- głowacz białopłetwy Cottus gobio
- piskorz Misgurnus fossilis
- koza pospolita Cobitis taenia
- kumak nizinny Bombina bombina
- traszka grzebieniasta Triturus cristatus
- żółw błotny Emys orbicularis
- bóbr europejski Castor fiber
- wydra Lutra lutra
- mopek zachodni Barbastella barbastellus
- nocek Bechsteina Myotis bechsteinii
- nocek duży Myotis myotis